# 蒂普·卡柏迪亞
蒂普·卡柏迪亞（英語：Dimple Kapadia，1957年6月8日—）是印度女演員，主要作品均是寶萊塢電影。她曾兩次獲印度電影觀眾獎的最佳女演員奖项。
1973年，刚刚出道的卡柏迪亞和印度男影星及拉傑殊·坎纳（Rajesh Khanna）结婚。她婚后育有两名孩子，并退出影坛。1984年，她和坎纳分居但一直没有离婚。

## 外部連結
- 蒂普·卡柏迪亞在互联网电影资料库（IMDb）上的資料（英文）